# Rede InterTV
Rede InterTV é uma rede de televisão brasileira sediada em Cabo Frio, Rio de Janeiro, subsidiária do Grupo Incospal, pertencente ao empresário Fernando Aboudib Camargo. Fundada em 2004, controla 7 emissoras de televisão afiliadas à TV Globo nos estados do Rio de Janeiro, Minas Gerais e Rio Grande do Norte. Juntas, elas abrangem atualmente 511 municípios e cerca de 11,4 milhões de telespectadores potenciais.

## História

### Antecedentes
As três emissoras que formaram inicialmente a Rede InterTV originaram-se de maneiras e épocas diferentes. Em 14 de setembro de 1980, foi inaugurada em Montes Claros, Minas Gerais, a TV Montes Claros, idealizada pelo empresário local Elias Siufi. De início, repetia a programação da Rede Bandeirantes, mas em 1987, juntou-se à Rede Globo, tornando-se a sua afiliada no norte mineiro. No fim da década de 1980, com a "farra de concessões" promovida pelo presidente José Sarney, novas estações foram outorgadas para cidades do interior do Rio de Janeiro. Nesta época, surgiu em 30 de setembro de 1989 a TV Lagos de Cabo Frio, pertencente ao ex-diretor da Embratel, Cleófas Uchoa, e em 1.º de maio de 1990, foi fundada a TV Serra+Mar de Nova Friburgo, pelo empresário Cláudio Chagas Freitas, filho do político e jornalista Chagas Freitas que era dono do jornal O Dia. Ambas as emissoras eram afiliadas à Globo.
Na segunda metade da década de 1990, a Rede Globo expandiu consideravelmente sua atuação nos mercados regionais, com a aquisição total ou parcial de suas afiliadas nos estados de São Paulo, Rio de Janeiro e Minas Gerais. A TV Serra+Mar foi comprada em junho de 1995. Em janeiro de 1996, foi a vez da TV Lagos (que mudou de nome para TV Alto Litoral no ano seguinte), e em agosto do mesmo ano, foram compradas 50% das ações da TV Montes Claros (transformada após isso em TV Grande Minas), enquanto a outra parte das ações foi adquirida em 2000.

### Formação
A estratégia expansionista também incluiu o mercado de TV por assinatura, através da Globo Cabo, na qual a Globo havia investido milhões de reais. No entanto, com o crescimento tímido da empresa no mercado e o choque causado pela desvalorização do câmbio entre o fim da década de 1990 e o ínicio dos anos 2000, as Organizações Globo se viram em um rombo bilionário, que em 2002 já estava quase alcançando a cifra de R$ 2 bilhões. Como resultado, o grupo foi forçado a promover uma reestruturação financeira para saldar as dívidas, e em março daquele ano, anunciou que estava colocando à venda todas as suas participações acionárias em 27 das suas 32 emissoras próprias e/ou afiliadas (excluindo apenas os canais do Rio de Janeiro, São Paulo, Brasília, Belo Horizonte e Recife, que eram parte do núcleo da rede).
Até outubro de 2003, a Globo já havia negociado a venda de quase todas as estações, sendo que aquelas onde havia apenas a metade do controle acionário, como RPC TV, Rede Integração, EPTV e canais menores tiveram a parte vendida aos outros sócios, enquanto outras que eram de sua inteira propriedade foram vendidas a novos proprietários, dando origem a novas redes regionais como a TV TEM e a Rede Vanguarda. Restavam apenas os canais de Cabo Frio, Nova Friburgo e Montes Claros, que foram comprados pelo empresário capixaba Fernando Aboudib Camargo, proprietário do Grupo Incospal, que possuía ativos em setores como construção civil, locação de equipamentos, transportes, administração portuária, entre outros negócios. Com isso, em fevereiro de 2004, foi criada a Rede InterTV, cujo lançamento se deu ao vivo durante a exibição do RJTV 2.ª edição, gerado ao vivo de Cabo Frio pela InterTV Alto Litoral e com retransmissão simultânea pelas outras duas emissoras. O nome da nova rede já estava presente na razão social da InterTV Serra+Mar (Canal e Transmissões InterTV Ltda.) desde a sua fundação em 1990, embora a cabeça de rede de facto fosse a emissora de Cabo Frio.

### Expansão
A InterTV ampliou sua atuação para outros mercados ainda em 2004, quando adquiriu 50% das ações da TV Planície de Campos dos Goytacazes, pertencente ao Grupo Folha de Comunicação. A emissora deixou o SBT e juntou-se a Globo em outubro do mesmo ano, tornando-se InterTV Planície.
Em agosto de 2005, a Rede InterTV expande sua atuação para o Rio Grande do Norte, ao adquirir 50% das ações da TV Cabugi de Natal, pertencentes à família do ex-governador Aluízio Alves, que há anos passava por dificuldades financeiras. A emissora foi oficialmente incorporada pela rede em 2006, tornando-se InterTV Cabugi.
Em abril de 2008, é adquirida em Minas Gerais a TV dos Vales de Coronel Fabriciano, afiliada da Rede Record, após os proprietários da então afiliada da Globo na região, TV Leste, recusarem a proposta de compra das ações pela InterTV, condição imposta pela rede para que a sua afiliação fosse renovada. A troca de afiliação ocorreu em 1.º de agosto, e em 28 de setembro, a emissora mudou de nome para InterTV dos Vales.
Em 27 de março de 2015, foi inaugurada em Mossoró, Rio Grande do Norte, a InterTV Costa Branca, sétima componente da rede e a única que não foi adquirida de outros proprietários. Em 21 de agosto de 2017, a InterTV dos Vales inaugurou novos estúdios em Governador Valadares, movendo todos os seus departamentos para o município e deixando apenas a geradora da programação em Coronel Fabriciano.

## Emissoras
Ao contrário de outras redes de televisão afiliadas à Globo, as emissoras da InterTV operam de maneira diferente em cada estado, sem a exibição de programas locais simultâneos em todas as estações. No Rio de Janeiro, a programação é gerada a partir de Cabo Frio e retransmitida na íntegra pelas emissoras de Nova Friburgo e Campos dos Goytacazes (esta última, no entanto, produz a segunda edição do telejornal RJ InterTV). As emissoras de Minas Gerais operam autônomas entre si, havendo eventualmente a transmissão simultânea de alguns programas. No Rio Grande do Norte, a emissora de Natal é a geradora de toda a programação, enquanto a emissora de Mossoró apenas retransmite e insere comerciais locais, com exceção das madrugadas, em que reprisa alguns programas para cumprir a programação mínima estipulada pela legislação.
| Prefixo             | Emissora              | Canal analógico | Canal digital    | Cidade de origem                          |
| ------------------- | --------------------- | --------------- | ---------------- | ----------------------------------------- |
| Rio de Janeiro      |                       |                 |                  |                                           |
| ZYP 300             | InterTV Alto Litoral  | —               | 8 (33 UHF)       | Cabo Frio                                 |
| ZYP 301             | InterTV Serra+Mar     | —               | 12 (30 UHF)      | Nova Friburgo                             |
| ZYB 520             | InterTV Planíciea     | —               | 8 (36 UHF)       | Campos dos Goytacazes                     |
| Minas Gerais        |                       |                 |                  |                                           |
| ZYA 728             | InterTV Grande Minas  | 4 VHF           | 21 UHF           | Montes Claros                             |
| ZYA 747             | InterTV dos Vales     | 10 VHF          | 10 / 11 (22 UHF) | Coronel Fabriciano / Governador Valadares |
| Rio Grande do Norte |                       |                 |                  |                                           |
| ZYP 299             | InterTV Cabugib       | —               | 11 (34 UHF)      | Natal                                     |
| ZYP 298             | InterTV Costa Brancab | —               | 18 (47 UHF)      | Mossoró                                   |

Notas:
a  - 50% das ações, com Grupo Folha de Comunicação
b  - 50% das ações, com Sistema Tribuna de Comunicação